# Gillian Anderson
Gillian Leigh Anderson (født 9. august 1968) er en amerikansk skuespillerinde, som er bedst kendt for sin rolle som FBI-agent Dana Scully i TV-serien X-Files.
I 1996 kåret til at være den mest sexede kvinde på jorden af FHM's 100 Sexiest Women poll.
I 1997 kåret til at være en af de 50 mest smukke mennesker på jorden af People magazine.

## Filmografi
- The Departure (2015) Blanche Dubois
- Robot Overlords (2014) Kate
- Shadow Dancer (2012) Kate Fletcher
- Sister (2012) Kristin Jansen
- Johnny English Reborn (2011), "Pamela"
- The X-Files: I want to belive (2008), "Dana Scully"
- StraightThe Mighty Celt (2005), "Kate"
- The House of Mirth (2000), "Lily Bart"
- Mononoke Hime (1997), (stemme) "Moro"
- Playing by Heart (1998), "Meredith"
- The X-Files: Fight the Future (1998), "Dana Scully"
- The Mighty (1998), "Loretta Lee"
- Chicago Cab (1998), "Southside Girl" (eller "Brenda")
- The Turning (1992), "April Cavanaugh"
- A Matter of Choice (1988),
- Three at Once (1986),

## TV
- The X-Files (1993-2002 og 2015) "Dana Scully"
- Future Fantastic (1996) Narrator
- Hollywood Squares (1996-2002) Herself
- The Simpsons (1997) Agent Dana Scully
- Frasier (1999) Jenny (voice)
- Bleak House (2005) Lady Dedlock
- Any Human Heart (2010) Duchess of Windsor
- Great Expectations (2011) Miss Havisham
- The Crimson Petal and the White (2011) Mrs. Castaway
- Moby Dick (2011) Elizabeth
- Hannibal (2013-2015) "Dr. Bedelia Du Maurier"
- Crisis(2014) "Meg Fitch"
- The Fall (2013-2016) "Stella Gibson"
- Topgear (2015)
- War and Peace (2016) Anna Pavlovna Scherer
- The Crown (2020)		Margaret Thatcher (en rolle hun fik en Screen Actors Guild Award for Outstanding Performance by a Female Actor in a Drama Series i 2021)